# Lokalni izbori u Labinu 2017.
Lokalni izbori u Gradu Labinu održani su 21. svibnja 2017. godine. Bili su to redoviti lokalni izbori u Republici Hrvatskoj.

## Izbori
Na ovim izborima birali su se vijećnici Gradskog vijeća Grada Labina (njih 17), kao i gradonačelnik s dva zamjenika gradonačelnika. Istoga dana izabirali su se vijećnici za županijsku skupštinu Istarske županije, te župan sa zamjenicima. Izbori su se na području Grada Labina odvijali na 16 biračkih mjesta. Prethodni lokalni izbori održani su 2013. godine.

## Uvod u izbore
Reformom lokalne samouprave 1993. godine područje dotadašnje Općine Labin podijeljeno je na Grad Labin i još četiri općine. Na izborima 1993., 1997. i 2001. godine u Labinu pobjeđuje IDS, kojemu pripadaju i gradonačelnici Marin Brkarić (1993. – 2000.) i Tulio Demetlika (2000. – 2005.). Godine 2005. IDS prvi puta ne uspijeva dobiti natpolovični broj vijećnika. Od tadašnjih 15 vijećnika, IDS-u je pripalo 7 mjesta u vijeću. Koaliciju sklapaju SDP, HSU, te koalicijska lista HNS-a, IDF-a, LS-a, HSS-a i Zelenih ("Lista za Labin"). Oni su zajedno imali 7 vijećnika, a presudnim osmim glasom podrške HDZ-a, gradonačelnik je postao Bruno Hrvatin (SDP). Problemi u odnosima između SDP-a i HSU-a rezultirali su raspadom te koalicije, pa je ostatak mandata SDP bio u koaliciji s IDS-om.  Temeljem tog novog koalicijskog dogovora, Tulio Demetlika (IDS) ponovno postaje gradonačelnik 2007. Na tom mjestu ostaje do 2017. godine, temeljem pobjede na neposrednim izborima za gradonačelnika 2009. i 2013. godine. U oba navrata IDS-ova lista osvaja jedno vijećničko mjesto manje od potrebne većine, a do presudne većine dolazi koalicijom s BDSH-om. Pritom treba spomenuti da je 2013. IDS na izbore izašao na zajedničkoj listi s HNS-om i HSU-om. Godine 2016. održani su izbori za vijeća svih sedam mjesnih odbora Grada Labina. Na tim izborima koalicija IDS, HSU, HNS dobiva 31 od 39 vijećničkih mjesta i većinu u šest VMO-a. SDP-u je pripalo pet vijećnika, a nezavisnoj listi nositelja Miljenka Miškulina pripalo je tri mjesta (čime je dobila većinu u MO Rabac).

## Rezultati izbora za gradsko vijeće
- IDS, HNS, HSU: 2.314 glasova (49,81%)
- Nezavisna lista "Nezavisni zajedno" - nositelj Silvano Vlačić: 861 glasova (18,53%)
- SDP: 814 glasova (17,52%)
- HDZ: 392 glasova (8,43%)
- Nezavisna lista - nositeljica Nevina Miškulin: 264 glasova (5,68%)

Ukupni broj prijavljenih birača bio je 10.476, a glasalo je njih 4.724 (45,09%). Važećih listića bilo je 4.645 (98,33%), a nevažećih 79 (1,67%).

## Izabrani vijećnici
- IDS, HNS, HSU: 9 (Valter Glavičić, Federika Mohorović Čekada, Eni Modrušan, Vesna Šćira-Knapić, Đulijano Kos, Alda Miletić, Paolo Brezac, Renata Kiršić, Ervin Mešanović)
- Nezavisni zajedno: 3 (Silvano Vlačić, Darko Martinović, Tanja Pejić)
- SDP: 3 (Željko Ernečić, Neel Blaes Rocco, Daniel Mohorović)
- HDZ: 1 (Nenad Boršić)
- NL Nevina Miškulin: 1 (Nevina Miškulin)

Valter Glavičić i Federika Mohorović Čekada izabrani su za gradonačelnika i zamjenicu gradonačelnika, a njihova mjesta u vijeću preuzeli su Dean Milevoj i Ivan Peršić. Nevina Miškulin bila je zaposlenica gradske uprave, te nije mogla istovremeno biti vijećnica. Stoga ju je mijenjala Jasminka Radolović. Tijekom mandata iz vijeća su istupili Paolo Brezac (zamijenila ga je Alenka Verbanac), Ervin Mešanović (zamijenio ga je Dean Nestorović) i Neel Blaes Rocco (zamijenio ju je Valdi Gobo). Nevina Miškulin tijekom mandata je otišla u mirovinu, te je tada preuzela svoj mandat u vijeću umjesto Jasminke Radolović.
Za predsjednicu vijeća izabrana je Eni Modrušan, a za potpredsjednike Alda Miletić (HSU) i Željko Ernečić (SDP). Nakon isteka dvije godine mandata, promijenjeni su potpredsjednici, te su novi potpredsjednici postali Renata Kiršić (HNS) i Silvano Vlačić.

## Rezultati izbora za gradonačelnika
- Valter Glavičić (IDS, HNS, HSU): 2.795 (59,17%)
- Željko Ernečić (SDP): 1.269 (26,86%)
- Nenad Boršić (HDZ): 548 (11,60%)

Za gradonačelnika je u I. krugu izabran kandidat IDS-a, HNS-a i HSU-a Valter Glavičić, a za njegove zamjenike Federika Mohorović Čekada i Zoran Rajković. Valter Glavičić prethodno je bio predsjednik Vijeća mjesnog odbora Labin-gornji (2012. – 2017.), te gradski vijećnik (2013. – 2017.). Federika Mohorović Čekada bila je gradska vijećnica (2013. – 2017.), a Zoran Rajković zamjenik gradonačelnika od 2009. godine (čime ulazi u treći uzastopni mandat zamjenika gradonačelnika).